# Niek Ripson
Niek Ripson (Breda, 29 februari 1984) is een Nederlands betaald voetballer die bij voorkeur als verdediger of verdedigende middenvelder speelt.
Ripson debuteerde in het betaald voetbal in het seizoen 2003/2004 bij NAC Breda, waar hij twee competitiewedstrijden speelde in twee seizoenen. Nadat hij in zijn tweede seizoen niet speelde, verkaste hij naar TOP Oss. Daar was Ripson drie seizoenen basisspeler en vervolgens twee bij FC Emmen. Toen zijn contract daar afliep, tekende hij op amateurbasis bij zijn derde eerstedivisieclub RBC, nadat hij de weken daarvoor uitkwam voor Team VVCS. In november 2010 stapte hij over naar FC Lienden waar hij een contract voor 12 uur tekende. Hij was direct speelgerechtigd omdat hij bij RBC als amateur speelde. Na zijn voetbalcarrière startte hij samen met een vriend een personal training bureau.

## Cluboverzicht
| Seizoen   | Club           | Wedstrijden | Goals | Competitie       |
| --------- | -------------- | ----------- | ----- | ---------------- |
| 2003/2004 | NAC Breda      | 2           | 0     | Eredivisie       |
| 2004/2005 | NAC Breda      | 0           | 0     | Eredivisie       |
| 2005/2006 | TOP Oss        | 37          | 2     | Jupiler League   |
| 2006/2007 | TOP Oss        | 35          | 1     | Jupiler League   |
| 2007/2008 | TOP Oss        | 36          | 1     | Jupiler League   |
| 2008/2009 | FC Emmen       | 35          | 1     | Jupiler League   |
| 2009/2010 | FC Emmen       | 29          | 0     | Jupiler League   |
| 2010/2011 | RBC Roosendaal | 12          | 1     | Jupiler League   |
| 2010/2011 | FC Lienden     | 15          | 0     | Topklasse Zondag |
| 2011/2012 | FC Lienden     | 26          | 1     | Topklasse Zondag |